# Funke Mediengruppe
De Funke Mediengruppe is een  Duits mediaconglomeraat met onderafdelingen in acht Europese landen.
Het overkoepelt tal van uitgeverijen van regionale kranten, tijdschriften en advertentiebladen en maakt ook producties voor radio, televisie en internetportalen. Het is met haar hoofdkantoor gevestigd in Essen. Het bedrijf had tot 2012 de naam 'WAZ Mediengruppe'.

## Media van de Funke Mediengruppe
Het bedrijf brengt ruim vijfhonderd titels uit waaronder het grootste regionale dagblad van Duitsland; de Westdeutsche Allgemeine Zeitung.

### Duitsland
DagbladenWestdeutsche Allgemeine Zeitung, Neue Ruhr Zeitung, Westfalenpost, Westfälische Rundschau, Iserlohner Kreisanzeiger und Zeitung, Kevelaerer Blatt, Thüringer Allgemeine, Ostthüringer Zeitung, Thüringische Landeszeitung, Braunschweiger Zeitung, Borbecker Nachrichten, Werdener Nachrichten, Kronen Zeitung, Kurier
TijdschriftenGong, Bild+Funk, Die Aktuelle, Das Goldene Blatt, Echo der Frau, Ein Herz für Tiere, Frau im Spiegel, TVdirekt, Die zwei
Radio en TVNRW.TV, Antenne Ruhr, 102.2 Radio Essen, 107.7 Radio Hagen, 90.8 Radio Herne, Radio Sauerland